# Karlan Grant
Karlan Laughton Ahearne-Grant, född 18 september 1997, är en engelsk fotbollsspelare som spelar för West Bromwich Albion.

## Karriär
Den 30 januari 2019 värvades Grant av Huddersfield Town, där han skrev på ett 3,5-årskontrakt. Den 15 oktober 2020 värvades Grant av West Bromwich Albion, där han skrev på ett sexårskontrakt. Den 15 juli 2023 lånades Grant ut till Cardiff City på ett säsongslån.